# Keystone Cops

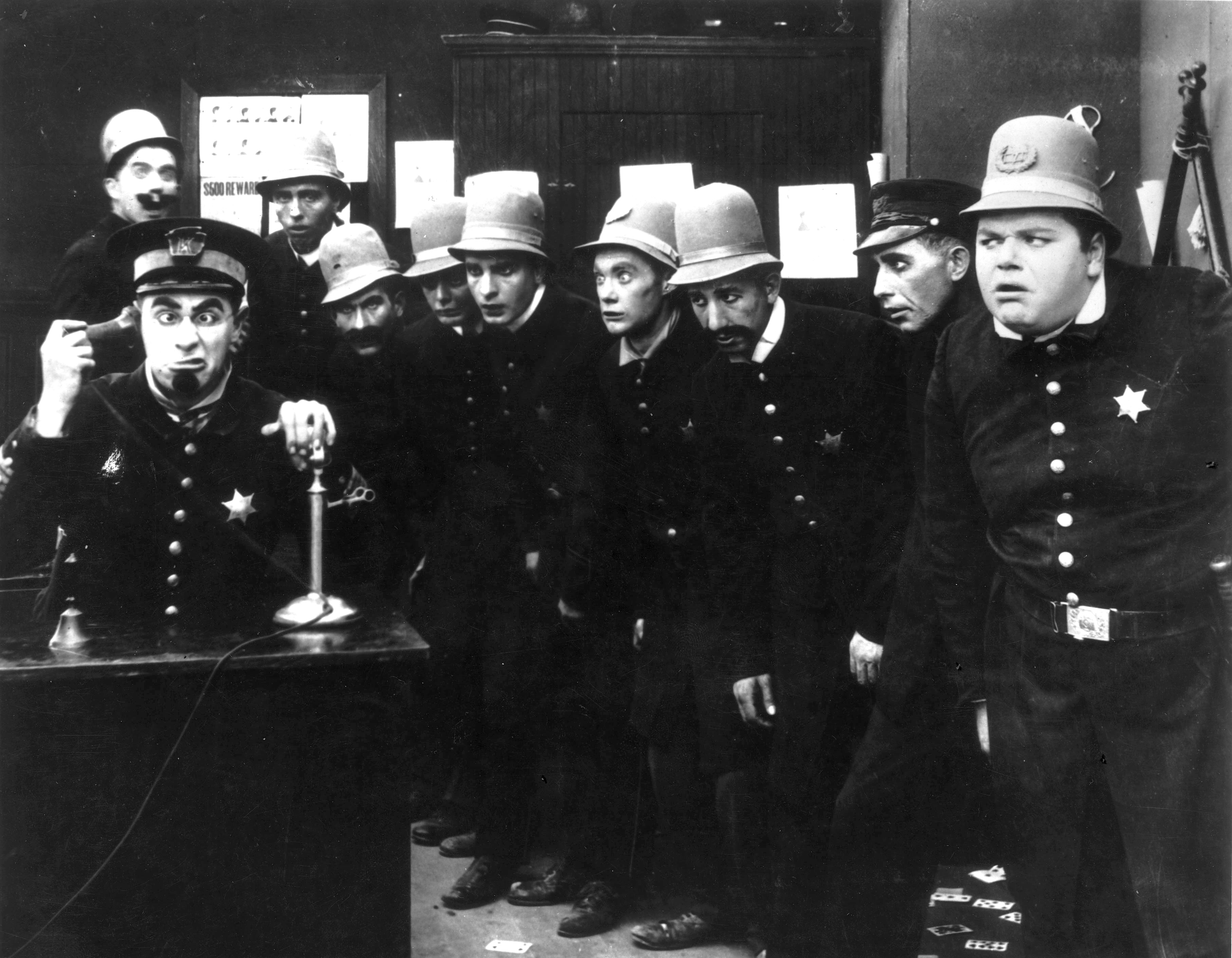
Els Keystone Cops a la pel·lícula In the Clutches of the Gang (1914). L'oficila que telefona és Ford Sterling, darrere seu a l'esquerre hi ha Edgar Kennedy i al seu costat Robert Cox. El policia gras a la dreta de la fotografia és Roscoe "Fatty" Arbuckle i després venen Rube Miller, Hank Mann i Al St. John.

Els Keystone Cops, també anomenats "Keystone Kops" van ser un conjunt fictici de policies incompetents que va actuar en pel·lícules mudes de caràcter còmic, produïdes per la Keystone Film Company de Mack Sennet entre el 1912 i 1917. Tot i que es van anar renovant els actors que interpretaven aquests policies, se'n coneixen molts i alguns van ser distingits actors còmics com Fatty Arbuckle, Ford Sterling, Al St. John, Chester Conklin, Fred Mace o Charles Chaplin.

## Història
No és clar de qui va ser la idea original de crear aquest conjunt maldestre de policies. S'ha apuntat els noms de Hank Mann i també de Henry Lehrman. Lehman era un director contractat per Mack Sennet per a la Keystone, i en alguna entrevista va atribuir-se la idea. Mann va interpretar el paper de Tehiezel, el cap dels policies, en la primera pel·lícula en que apareixien, Hoffmeyer's Legacy (1912). Els actors d'aquesta primera pel·lícula van ser només set: George Jeske, Bobby Dunn, Mack Riley, Charles Avery, Slim Summerville, Edgar Kennedy i Hank Mann. La seva gran popularitat va començar l'any següent a partir de la pel·lícula The Bangville Police (1913) protagonitzada per Mabel Normand. Tot i que en alguna de les primeres pel·lícules tenien un rol principal a partir del 1914 tenien un rol secundari de suport als grans còmics de la Keystone i moltes vegades només sortien en una persecució final.
L'acció d'aquests policies sempre seguia uns mateixos paràmetres. Sempre estaven involucrats en una persecució, que es filmava a càmera lenta per tal que en reproduir-lo a velocitat normal semblés tot succeïa molt ràpid. A més a més, els policies mai corrien en línia recta sinó fent ziga-zagues. També, és de destacar que tot i els nombrosos desastres mai ningú prenia mal de debò. Algunes escenes eren verdaderament espectaculars, sobretot quan tots els policies dins un cotxe esquivaven obstacles en la seva persecució.
A part dels esmentat set primers actors, van actuar-hi entre altres Fatty Arbuckle, Ford Sterling (que interpretava sovint el paper de cap dels policies), Al St. John, Chester Conklin, Charles Chaplin, Fred Mace, Jimmy Finlayson, Del Lord, Mack Sennet, Grover Ligon, Marvin G. Cox, Clyde Cook, Bobby Vernon, Billy Gilbert, George Jeske, Heinie Conklin, Ed Gribon, Bill Hauber o Bert Hunn.
Un cop va deixar la Keystone, Mack Sennett va continuar utilitzant en algunes de les seves pel·lícules de la dècada dels 20 persecucions protagonitzades pel grup de policies incompetents però amb l'arribada del sonor van desaparéixer de les pel·lícules. L'any 1935, el director Ralph Staub va reprendre aquests personatges en la pel·lícula Keystone Hotel. La versió d'Staub va servir posteriorment de model per altres recreacions. Són de destacar per exemple Hollywood Cavalcade (1939), Abbott and Costello Meet the Keystone Kops (1955), Casino Royale (1967) de John Huston o Silent Movie (1976) de Mel Brooks.

## Pel·lícules on van aparéixer (selecció)
- Hoffmeyer's Legacy (1912)
- At It Again (1912)
- The Stolen Purse (1912)
- A Life in the Balance (1913)
- The Man Next Door (1913)
- The Gusher (1913)
- The Gangster (1913)
- The Bangville Police (1913)
- Mabel's New Hero (1913)
- Barney Oldfield's Race for a Life (1913)
- Fatty Joins the Force (1913)
- Mabel's Dramatic Career (1913)
- A Muddy Romance (1913)
- A Life in the Balance (1913)
- A Noise from the Deep (1913)
- Tillie's Punctured Romance (1914)
- Making a Living (1914)
- The Knockout (1914)
- A Dramatic Mistake (1914)
- In the Clutches of the Gang (1914)
- The Noise of Bombs (1914)
- A Thief Catcher (1914)
- Caught in the Rain (1914)
- The Alarm (1914)
- Those Country Kids (1914)
- Our Dare Devil Chief (1915)
- For Better, but Worst (1915)
- Love, Loot and Crash (1915)
- When Love Took Wings (1915)
- Dirty Work in a Laundry (A Desperate Scoundrel) (1915)
- Wished on Mabel (1915)
- A Hash House Fraud (1915)
- Love, Speed and Thrills (1915)
- The Cannon Ball (1915)
- Because He Loved Her (1916)
- Stout Hearts and Willing Hands (1931)